# 76 mm armata dywizyjna wz. 1939 (USW)
76 mm armata dywizyjna wz. 1939 (USW) (ros. 76-мм дивизионная пушка образца 1939 года, УСВ) – radziecka armata polowa produkowana w początkowym okresie II wojny światowej. Nazywana też F-22 USW (ros. Ф-22 УСВ).
W maju 1936 roku do uzbrojenia Armii Czerwonej przyjęto armatę F-22 skonstruowana przez Wasilija Grabina. Była to niekonwencjonalna armata która dzięki dużemu kątowi podniesienia lufy mogła spełniać funkcję zarówno działa polowego, jak i przeciwlotniczego. Szybko okazało się jednak, że skuteczność ognia przeciwlotniczego jest niska, a osiągnięcie dużego kąta podniesienia lufy wymaga stosowania skomplikowanego, a przede wszystkim ciężkiego łoża. W rezultacie armata wz. 1936 była ciężka i droga w produkcji.
W 1937 roku zdecydowano, że należy zrezygnować z uniwersalności armat dywizyjnych i postanowiono skonstruować nową armatę dywizyjną, pozbawiona wad armaty F-22. Pierwszy projekt powstał w biurze projektowym zakładów kirowskich. Pod kierownictwem Machanowa skonstruowano tam armatę o oznaczeniu Ł-12 (ros. Л-12), która była testowana w 1938 roku. Drugi projekt powstał w OKB-43, gdzie zespół Kondakowa skonstruował armatę NDP-76 (ros. НДП-76), ale nie przeszła ona pozytywnie prób zorganizowanych w kwietniu 1939.
Na przełomie kwietnia i maja 1939 roku pojawił się trzeci konkurent. Był to W. Grabin z armatą F-22-USW. Wbrew nazwie sugerującej modyfikację armaty F-22 było to działo łączące niektóre podzespoły armaty F-22 z łożem haubicy M-30.
Latem 1939 roku odbyły się próby porównawcze armat Ł-12 i USW. W ich rezultacie do uzbrojenia przyjęto armatę USW pod oznaczeniem 76 mm armata dywizyjna wz. 1939. W tym samym roku zakończono produkcję armat F-22 i rozpoczęto produkcję seryjną USW. Na początku 1941 produkcję dział USW przerwano, ponieważ na podstawie fałszywych raportów wywiadu uznano, że działa o kalibrze poniżej 100 mm nie będą w stanie zwalczać nowych typów czołgów niemieckich.
W momencie ataku niemieckiego, 22 czerwca 1941 roku na uzbrojeniu Armii Czerwonej znajdowały się 1170 armaty USW. Pierwsze starcia wykazały, że o ile pociski przeciwpancerne kalibru 76,2 mm nie mają problemu z penetracją pancerzy czołgów niemieckich, o tyle przejęte z haubicy łoże ze stanowiskami celowniczych po obu stronach lufy (jeden naprowadzał lufę w pionie, drugi w poziomie) utrudnia prowadzenie ognia na wprost. Dlatego zdecydowano o wznowieniu produkcji armaty wz. 1939, ale została ona przerwana w 1942 roku kiedy doświadczenia bojowe wykazały wartość armaty ZiS-3 łączącej łoże armaty przeciwpancernej ZiS-2 z lufą USW.
W warunkach wojennych produkcja dział USW napotkała trudności, których efektem było opracowanie wariantów USW-BR (ros. УСВ-БР, o zmienionej konstrukcji zawieszenia, masa bojowa 1560 kg, marszowa 2070 kg) i ZiS-22-USW (ros. ЗиС-22-УСВ, o uproszczonej konstrukcji, masa bojowa 1550 kg).
| Produkcja armat USW |      |      |      |      |       |
| Rok                 | 1939 | 1940 | 1941 | 1942 | Razem |
| Wyprodukowano, szt. | 140  | 1010 | 2618 | 6046 | 9812  |